# L'Haÿ-les-Roses (métro de Paris)
L'Haÿ-les-Roses est une station de la ligne 14 du métro de Paris.
Elle est implantée sur le territoire de la commune de L'Haÿ-les-Roses au croisement de la rue de Bicêtre, de la rue de Lallier et de la rue Paul Hochart.

## Situation
La station est située à l'est du territoire de L'Haÿ-les-Roses près de la frontière de Chevilly-Larue entre les quartiers du Jardin Parisien et Les Sorbiers. Le bâtiment voyageurs se trouve à l'intersection des rues de Bicêtre et de Lallier. 

## Construction
La station s'accompagne d'un parvis qui s'ouvre sur la rue de Bicêtre. Son insertion dans une zone d'habitat dense en cours de requalification permet la création d'une nouvelle centralité, et accompagne le programme de renouvellement urbain (PRU) proposé sur les quartiers des Sorbiers, de la Saussaie à Chevilly-Larue, de Lallier-Bicêtre et du Jardin Parisien à L'Haÿ-les-Roses, et de Sainte-Colombe à Villejuif. Elle se situe également à proximité de plusieurs zones d'activité et d'emploi sur le territoire des trois communes concernées, ainsi que de la partie sud de l'opération « Campus Grand Parc ».
En mars 2018, sa construction a été confiée à Razel-Bec (mandataire), la filiale du Groupe Fayat, en groupement avec Eiffage Génie Civil, Sefi-Intrafor, Eiffage Fondations et I.CO.P.
La conception de la station est confiée à l'agence d'architecture Franklin Azzi Architecture.
Studio Nonotak (Noémi Schipfer et Takami Nakamoto) conçoit une œuvre artistique pour la station en coordination avec l'architecte Franklin Azzi.

## Histoire
La station est initialement dénommée par son nom de projet Chevilly - Trois Communes. Le nom officiel de la station sera défini à travers une consultation publique qui a lieu du 20 juin au 4 juillet 2022 parmi trois propositions : L'Haÿ-les-Roses, Lallier-Bicêtre et Paul Hochart,. Finalement comme annoncé le 27 juillet 2022, les votants ont choisi le nom L'Haÿ-les-Roses.

## Service des voyageurs

### Accès
La station dispose de deux accès :
- accès 1 « Rue de Bicêtre » ;
- accès 2 « ZAC Lallier ».

Accès à la station
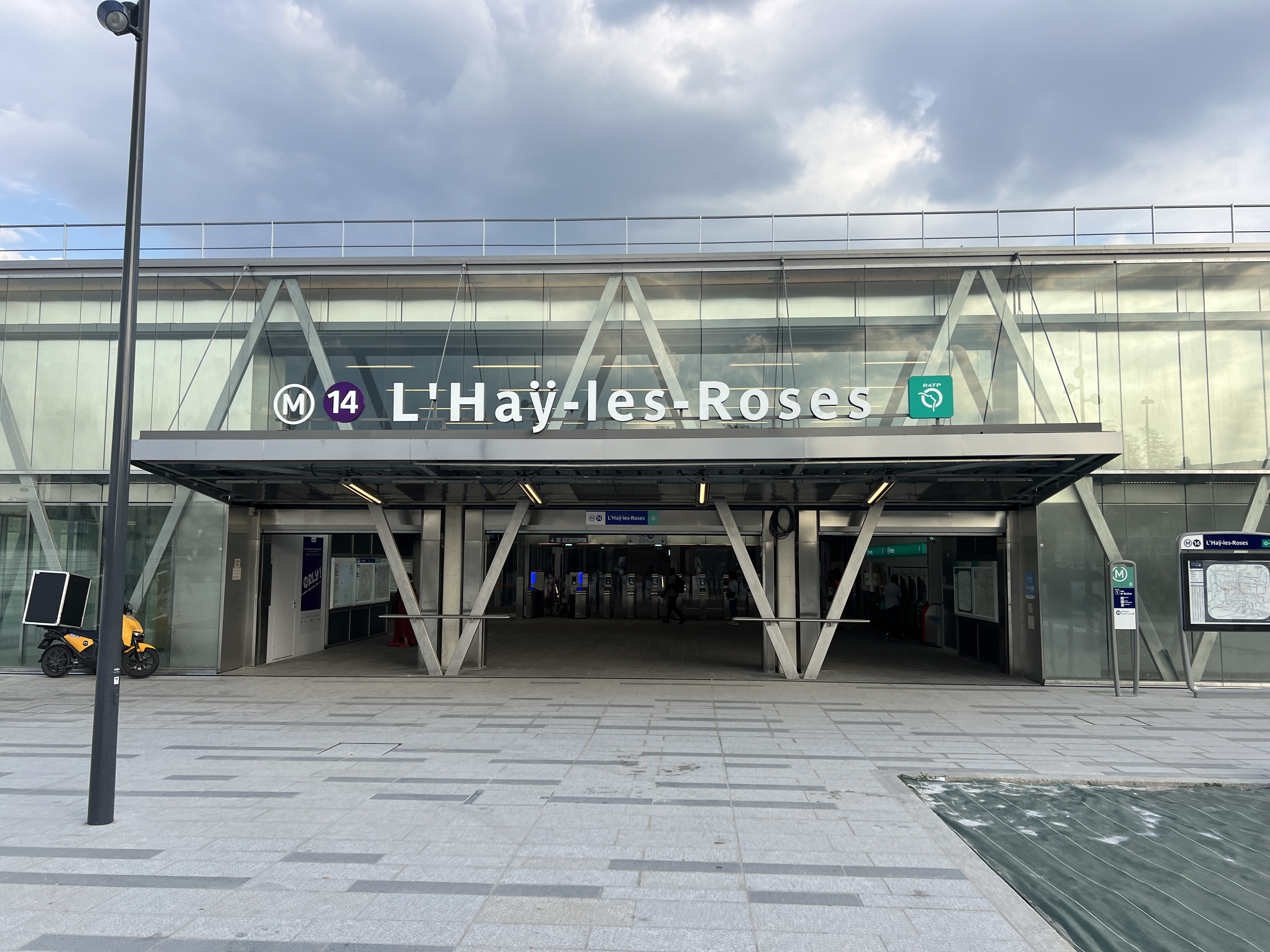
L'accès no 1 « Rue de Bicêtre ».
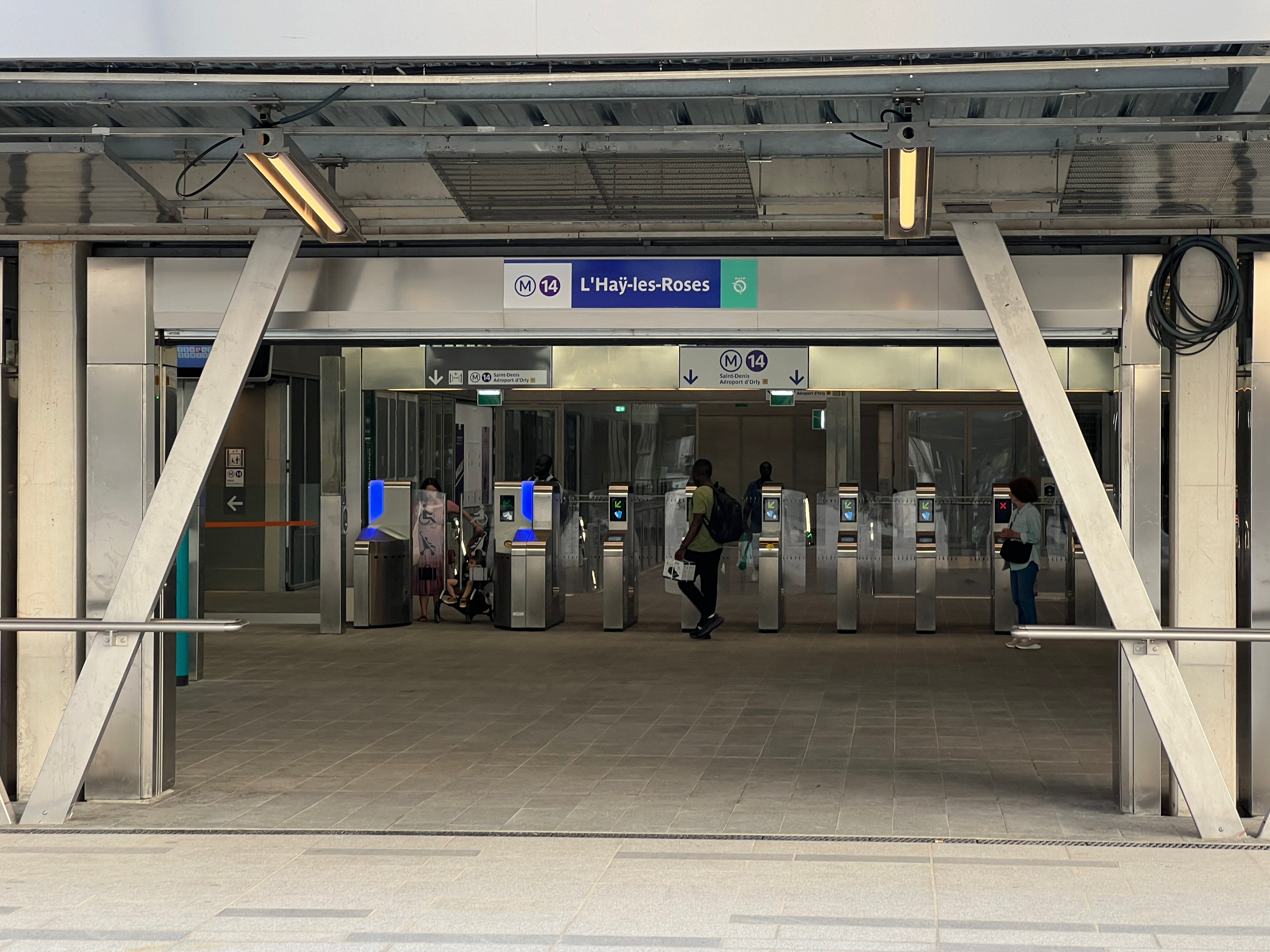
L'accès no 2 « ZAC Lallier ».

.

### Quais
La station est de configuration standard pour la ligne 14 : deux quais de 120m de long, encadrant les voies, et bordées de façades de quai montant jusqu'au plafond, caractéristiques des nouvelles stations du prolongement sud de la ligne, pour être en accord avec les nouvelles normes architecturales des stations de la Société des Grands Projets.

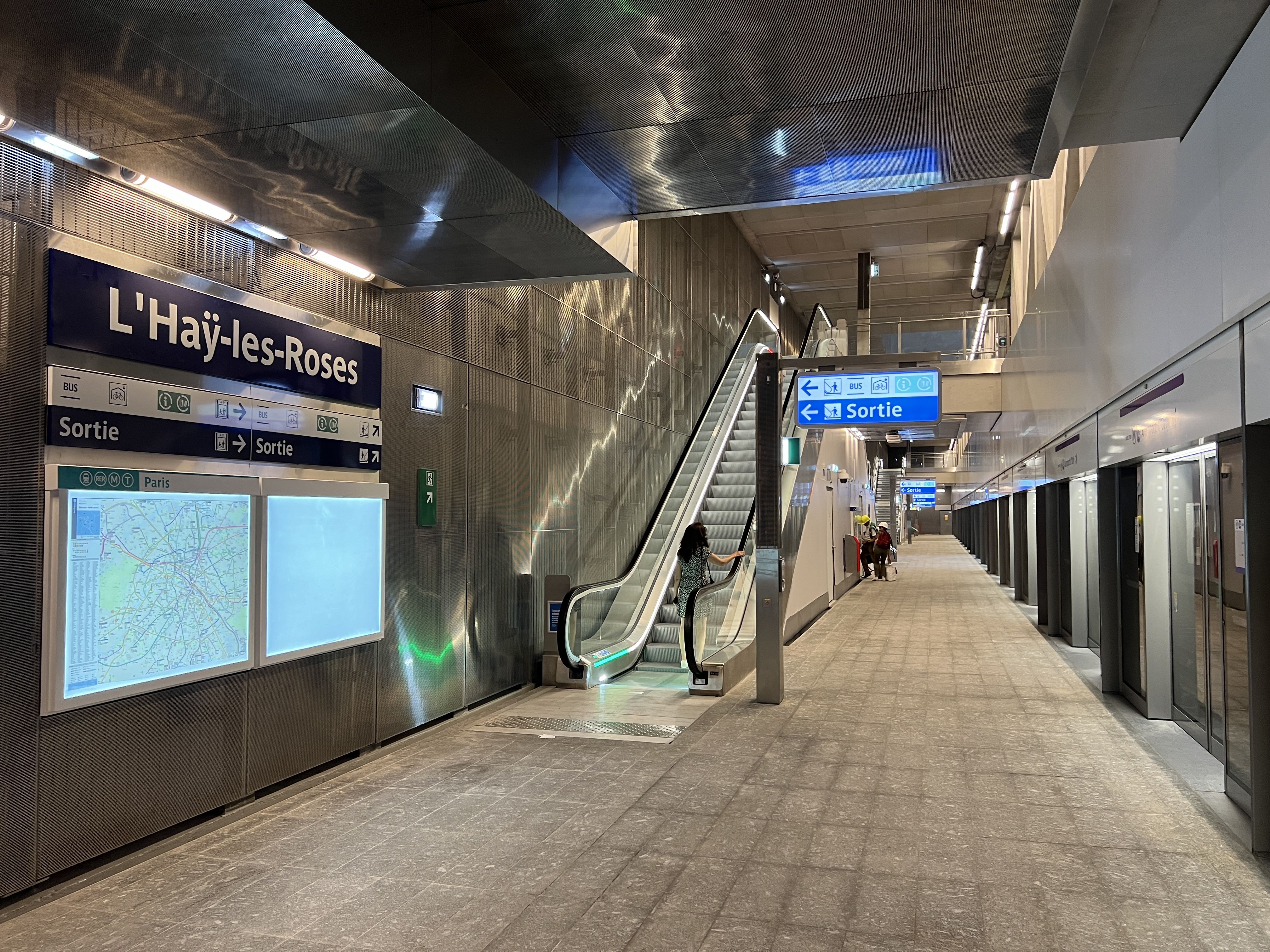
Quai en direction de l'aéroport d'Orly.

### Intermodalité
La station est en correspondance avec les lignes 131, 286 du réseau de bus RATP et la ligne v2 du réseau de bus Valouette.